# El Zapotal, Espinal
El Zapotal är en ort i Mexiko.   Den ligger i kommunen Espinal och delstaten Veracruz, i den sydöstra delen av landet, 200 km nordost om huvudstaden Mexico City. El Zapotal ligger 138 meter över havet och antalet invånare är 190.
Terrängen runt El Zapotal är platt. Runt El Zapotal är det ganska tätbefolkat, med 65 invånare per kvadratkilometer. Närmaste större samhälle är Papantla de Olarte, 19,9 km nordost om El Zapotal. Omgivningarna runt El Zapotal är en mosaik av jordbruksmark och naturlig växtlighet.